# Bonifacio IX
Bonifacio IX, (Nápoles, c. 1356-Roma,  1 de octubre de 1404) fue el 203.er papa de la Iglesia católica, de 1389 a 1404. Fue el segundo papa del periodo dominado por el Cisma de Occidente.

## Origen
Nacido Piero Tomacelli, en el seno de una familia noble napolitana, pero empobrecida. Los datos sobre los primeros años de su vida son oscuros.
Tomacelli fue llamado por el papa Urbano VI, su compatriota, a la curia romana en tiempo en que el pontífice necesitaba apoyo de un grupo de cardenales, que en su mayoría fuesen italianos, para mantener su autoridad durante el período del Cisma de Occidente, en que el antipapa francés Clemente VII reclamaba para sí el solio pontificio.
Urbano nombró a Tomacelli como cardenal diácono de la Iglesia de San Jorge en Velabro en 1381. Tres años más tarde, le nombró como cardenal presbítero de Santa Anastasia.

## Pontificado

### Elección
A la muerte de Urbano VI, en 1389, todos pensaron que era la oportunidad de acabar con el Cisma: bastaba con que los cardenales de la Sede romana reconocieran al antipapa Clemente VII. Sin embargo, los cardenales se dieron prisa y el 2 de noviembre eligieron al cardenal napolitano Pedro Tomacelli, quien contaba apenas con 35 años de edad. En la ceremonia de entronización, Tomacelli tomó el nombre de Bonifacio IX.
El nuevo papa era, según el historiador de la curia romana Dietrich de Nieheim, un hombre de buena presencia y con dotes de mando, pero carecía de cultura escolar —no sabía escribir y le costaba predicar los sermones.

### Primeros actos pontificios
Uno de los primeros actos de su pontificado fue la excomunión de Clemente VII, como respuesta a la excomunión que sobre él había lanzado el papa aviñonés. El enfrentamiento eclesiástico entre Bonifacio IX y Clemente VII se extendió al terreno político y el recién elegido Papa coronó, en 1390, rey de Nápoles a Ladislao, hijo de Carlos de Durazzo, para enfrentarlo a Luis de Anjou a quien Clemente VII había a su vez coronado en 1389.
Bonifacio IX se vio obligado a salir de Roma, por los tumultos populares de 1392, pero regresó al año siguiente, logrando liberar sus Estados de las tropas bretonas que aún quedaban y acabar con los últimos rescoldos del movimiento comunal romano, recuperando el Castillo Sant'Angelo y fortificándolo junto con otros puntos estratégicos de la ciudad. De esta manera logró someter a la ciudad de Roma bajo su autoridad, base sobre la que se regirán durante siglos las relaciones del municipio con la Santa Sede. También acabaría controlando, al final de su mandato, el resto de la península itálica —excepto Génova—, recuperando el antiguo prestigio de la sede romana.

### Propuestas para acabar con el Cisma
Durante su pontificado no sólo tuvo enfrente al antipapa Clemente VII, ya que tras la muerte de este, en 1394 la sede de Aviñón eligió al cardenal español Pedro Martínez de Luna, que adoptó el nombre de Benedicto XIII.
Las potencias europeas ven una oportunidad de acabar con el Cisma y recurren a un informe que la Universidad de París había publicado en enero de 1394, proponiendo tres vías no violentas de acabar con el cisma:
- La “via cessionis", que propugnaba la abdicación voluntaria y simultánea de los dos papas, seguida de una nueva elección.
- La “via compromissi”, que suponía estudiar los derechos de ambos papas por una comisión arbitral que decidiría quien era el papa legítimo.
- La “via concilii”, que defendía la convocatoria de un concilio ecuménico que decretaría quien sería papa.

Bonifacio IX rechaza las tres soluciones mientras que el antipapa Benedicto XIII sólo se opone totalmente a la vía conciliar. La falta de acuerdo hace que las potencias europeas amenacen a los dos pontífices con retirarles sus respectivos apoyos, amenaza que sólo cumplen los monarcas que apoyan a Benedicto XIII, pero que no supuso el fin del Cisma, ya que aunque sin apoyos, el antipapa siguió sin someterse.

### Jubileos
Durante el pontificado de Bonifacio IX se celebraron dos jubileos. El primero en el año 1390, había sido convocado por Urbano VI rebajando la frecuencia de los jubileos de cincuenta a treinta y tres años. A este asistieron el rey Wenceslao de Bohemia y otros muchos peregrinos del Imperio, pero ninguno francés por causa de la prohibición del rey. El segundo jubileo se celebró en el año 1400, el cual entra el período de cien años fijado por Bonifacio VIII en 1300. En el curso de la celebración jubilar hicieron su aparición en Roma los "Bianchi" o "Albati", grupos de penitentes flagelantes que procesionaban encapuchados, con hábitos blancos y con una cruz roja dibujada en la espalda, venían en su mayoría de la Provenza, del norte de Italia y de los países germánicos. La masa de flagelantes ocasionó tal número de disturbios y sucesos sangrientos que Bonifacio IX condenó a la hoguera a uno de sus líderes y disolvió a sus adeptos.
Un año antes, Bonifacio IX había hecho un llamamiento a la cristiandad occidental para socorrer al emperador bizantino Manuel II Paleólogo, amenazado por el sultán otomano Bayaceto. Tal llamamiento no despertó entusiasmo alguno, aunque el Imperio bizantino se salvaría poco después, prolongando su existencia algunas décadas más, por la fulminante irrupción de Tamerlán, que obligó a Bayaceto a retirarse.
Bonifacio IX murió en 1404 tras una breve enfermedad.
Diversos historiadores y cronistas contemporáneos de Bonifacio IX han descrito su reputación de avaricia y laxitud en la venta de cargos eclesiásticos. También se le acusó de nepotismo, favoreciendo a sus hermanos Andrés y Juan y a otros familiares con cargos y beneficios. Por otro lado, bajo su papado Roma y su sede fueron ganando influencia en Europa, decayendo el peso de la línea de Aviñón.

## Bonifacio IX en la literatura
En el libro de las Profecías de San Malaquías se puede identificar a este papa con la cita de Cubus de mixtione (Cubo de mezcla), la cual podría hacer referencia a que en el escudo de armas de su familia figuran unos cubos entrelazados.